# 砂棲叉牙七鰓鰻
砂棲叉牙七鰓鰻（學名：Lethenteron ninae），為圓口綱七鰓鰻目七鰓鰻科叉牙七鰓鰻屬的一種，分布於歐亞大陸俄羅斯黑海沿岸和喬治亞阿布哈茲的河流，包括普塞祖阿普謝河、沙赫河、姆濟姆塔河、普蘇河（恰赫楚斯爾河）、布濟布河和莫克瓦河淡水流域，本魚軀幹肌節58-62，口上板，2 顆單尖牙；口下板，5-7顆牙齒大多為單尖牙，但1-2顆可能是雙尖牙，橫舌板，單尖齒9-15顆，中齒大增大；縱舌葉直，每片有5-9顆單尖齒，背部為灰色，腹部顏色較淺，無斑點，第二背鰭頂端附近有深色斑點，尾鰭圓形或鏟狀，體長可達16.6公分，棲息在水質清澈、沙石底質的溪流，幼魚以矽藻及有機碎屑為食，成魚非寄生型，不進食，生活習性不明。